# Luchthaven Bujumbura
Luchthaven Bujumbura (IATA: BJM, ICAO: HBBA) is een luchthaven bij Bujumbura, de voormalige hoofdstad van Burundi. De luchthaven ligt 11 km ten noorden van de stad, maar wel nog in de provincie Bujumbura Mairie.
Het is sinds de opening in 1952 de enige internationale luchthaven van Burundi, en de enige luchthaven met een verharde landingsbaan.
Op 4 december 2000 werd Sabena-vlucht 877 tijdens de landing beschoten door Hutu-rebellen. Hierbij raakten 2 mensen gewond.
De luchthaven bediende 85.434 passagiers in 2004, meer dan 120.000 passagiers in 2008 en terug maar 89.104 passagiers in 2013.

## Luchtvaartmaatschappijen en Bestemmingen

### Afrika
- Ethiopië
  - Addis Ababa - Luchthaven Bole Internationaal - Ethiopian Airlines
- Kenia
  - Nairobi - Jomo Kenyatta International Airport - Kenya Airways
- Rwanda
  - Kigali - Kigali International Airport - Air Burundi, RwandAir
- Tanzania
  - Kilimanjaro - Kilimanjaro International Airport - Air Burundi
- Oeganda
  - Entebbe - Luchthaven van Entebbe - Air Burundi, Uganda Airlines
- Zuid-Afrika
  - Johannesburg - OR Tambo International Airport - South African Airways

### Europa
- België
  - Brussel - Brussels Airport - Brussels Airlines